# Orgilus bohayicus
Orgilus bohayicus är en stekelart som beskrevs av Sergey A. Belokobylskij och Taeger 1996. Orgilus bohayicus ingår i släktet Orgilus och familjen bracksteklar. Inga underarter finns listade i Catalogue of Life.